# Liste der Bodendenkmale in Rüdnitz
Die Liste der Bodendenkmale in Rüdnitz enthält alle Bodendenkmale der brandenburgischen Gemeinde Rüdnitz und ihrer Ortsteile auf der Grundlage der Landesdenkmalliste vom 31. Dezember 2021.
Die Baudenkmale sind in der Liste der Baudenkmale in Rüdnitz aufgeführt.
| Gemarkung                  | Flur  | Kurzansprache                                                         | Bodendenkmalnummer | Bemerkung | Bild |
| -------------------------- | ----- | --------------------------------------------------------------------- | ------------------ | --------- | ---- |
| Biesenthal, Rüdnitz (Lage) | 13, 1 | Siedlung Eisenzeit, Siedlung Steinzeit                                | 40659              |           |      |
| Rüdnitz (Lage)             | 7     | Siedlung Bronzezeit, Gräberfeld Bronzezeit                            | 40655              |           |      |
| Rüdnitz (Lage)             | 7     | Siedlung Urgeschichte                                                 | 40656              |           |      |
| Rüdnitz (Lage)             | 2, 3  | Gräberfeld Urgeschichte                                               | 40657              |           |      |
| Rüdnitz (Lage)             | 1     | Siedlung Bronzezeit, Siedlung Steinzeit                               | 40658              |           |      |
| Rüdnitz (Lage)             | 1     | Gräberfeld Bronzezeit                                                 | 40660              |           |      |
| Rüdnitz (Lage)             | 1     | Gräberfeld Bronzezeit                                                 | 40661              |           |      |
| Rüdnitz (Lage)             | 6, 8  | Siedlung Bronzezeit, Dorfkern deutsches Mittelalter, Dorfkern Neuzeit | 40662              |           |      |
| Rüdnitz (Lage)             | 7     | Siedlung Bronzezeit, Siedlung Steinzeit                               | 40663              |           |      |
| Rüdnitz (Lage)             | 7     | Mühle deutsches Mittelalter, Mühle Neuzeit                            | 40782              |           |      |